# CONCACAF-kampioenschap voetbal onder 20 - 2015
Het CONCACAF-kampioenschap voetbal onder 20 van 2015 was de 25e editie van het CONCACAF-kampioenschap voetbal onder 20, een CONCACAF-toernooi voor nationale ploegen van spelers onder de 20 jaar. Twaalf landen namen deel aan dit toernooi dat van 9 tot en met 24 januari in Jamaica werd gespeeld. Mexico werd voor de 13e keer winnaar.

Dit toernooi dient tevens als kwalificatietoernooi voor het wereldkampioenschap voetbal onder 20 van 2015. De vier beste landen van dit toernooi plaatsen zich, dat zijn Mexico, Verenigde Staten, Panama en Honduras.

## Kwalificatie
Het kwalificatietoernooi was verdeeld in een Caraïbische en een Centraal-Afrikaanse zone. Er waren 8 plaatsen voor het eindtoernooi. Vijf plaatsen voor de Caraïben en vier plaatsen voor de Centraal-Amerikaanse landen. De Noord-Amerikaanse landen (Canada, Verenigde Staten en Mexico) en het gastland (Jamaica) hoefden niet deel te nemen aan deze kwalificatie, deze landen zijn automatisch gekwalificeerd. De kwalificatie voor dit toernooi begon op 25 juni 2014.

### Caraïbische zone
In de Caraïbische zone werden in de eerste ronde 19 landen verdeeld over vijf groepen. Vier groepen van 4 landen en een groep van 3 landen. De winnaars van de groepen en de 2 beste nummers 2 spelen de finaleronde. Trinidad en Tobago was automatisch gekwalificeerd voor deze finaleronde. Vier van de landen uit deze finaleronde kwalificeerden zich voor het hoofdtoernooi. Deze finaleronde is tevens het Caraïbisch toernooi onder 20, Trinidad en Tobago won dat toernooi.
| Pos. | Land                 | Ptn. |
| ---- | -------------------- | ---- |
| 1    | Cuba                 | 5    |
| 2    | Martinique           | 6    |
| 4    | Barbados             | 3    |
| 4    | Saint Kitts en Nevis | 0    |

| Pos. | Land               | Ptn. |
| ---- | ------------------ | ---- |
| 1    | Dominicaanse Rep.  | 6    |
| 2    | Antigua en Barbuda | 4    |
| 3    | Bermuda            | 4    |
| 4    | Guadeloupe         | 0    |

| Pos. | Land                 | Ptn. |
| ---- | -------------------- | ---- |
| 1    | Haïti                | 9    |
| 2    | Suriname             | 6    |
| 3    | Saint Lucia          | 3    |
| 3    | Turks- en Caicoseil. | 0    |

| Pos. | Land     | Ptn. |
| ---- | -------- | ---- |
| 1    | Aruba    | 6    |
| 2    | Grenada  | 3    |
| 3    | Dominica | 4    |

| Pos. | Land                 | Ptn. |
| ---- | -------------------- | ---- |
| 1    | Curaçao              | 6    |
| 2    | Saint Kitts en Nevis | 6    |
| 3    | Kaaimaneilanden      | 6    |
| 4    | Anguilla             | 0    |

| Poule A | Poule B |

De finaleronde werd gespeeld tussen 12 en 19 september 2014 in Trinidad en Tobago.
| Pos. | Land               | Ptn. |
| ---- | ------------------ | ---- |
| 1    | Trinidad en Tobago | 7    |
| 2    | Cuba               | 4    |
| 3    | Curaçao            | 3    |
| 4    | Suriname           | 3    |

| Pos. | Land                 | Ptn. |
| ---- | -------------------- | ---- |
| 1    | Haïti                | 9    |
| 2    | Aruba                | 6    |
| 3    | Dominicaanse Rep.    | 3    |
| 4    | Saint Kitts en Nevis | 1    |

### Centraal-Amerikaanse zone
Het UNCAF onder 20 toernooi werd tevens het kwalificatietoernooi voor het CONCACAF onder 20 toernooi. Het werd gespeeld tussen 17 en 29 juli 2014. De zeven deelnemende landen spelen in één groep waarin alle landen een keer tegen elkaar spelen. De vier beste landen zullen zich vervolgens kwalificeren.
| Pos. | Land        | GW | W | G | V | DV | DT | +/− | Ptn. |
| ---- | ----------- | -- | - | - | - | -- | -- | --- | ---- |
| 1    | Panama      | 6  | 5 | 0 | 1 | 18 | 7  | +11 | 15   |
| 2    | El Salvador | 6  | 3 | 2 | 1 | 18 | 6  | +12 | 11   |
| 3    | Honduras    | 6  | 3 | 2 | 1 | 13 | 6  | +7  | 11   |
| 4    | Guatemala   | 6  | 3 | 1 | 2 | 10 | 6  | +4  | 10   |
| 5    | Costa Rica  | 6  | 3 | 1 | 2 | 13 | 7  | +6  | 10   |
| 6    | Nicaragua   | 6  | 1 | 0 | 5 | 6  | 21 | −15 | 3    |
| 7    | Belize      | 6  | 0 | 0 | 6 | 0  | 23 | −23 | 0    |

## Stadion
| · Kingston · (Independence Park) Montego Bay · (Montego Bay Sports Complex) | Kingston                                     |
| · Kingston · (Independence Park) Montego Bay · (Montego Bay Sports Complex) | Independence Park                            |
| · Kingston · (Independence Park) Montego Bay · (Montego Bay Sports Complex) | Capaciteit: 35.000                           |
| · Kingston · (Independence Park) Montego Bay · (Montego Bay Sports Complex) |                                              |
| · Kingston · (Independence Park) Montego Bay · (Montego Bay Sports Complex) | Montego Bay                                  |
| · Kingston · (Independence Park) Montego Bay · (Montego Bay Sports Complex) | Montego Bay Sports Complex Capaciteit: 7.000 |

## Groepsfase

### Groep A
| Pos. | Land               | GW | W | G | V | DV | DT | +/− | Ptn. |
| ---- | ------------------ | -- | - | - | - | -- | -- | --- | ---- |
| 1    | Panama             | 5  | 5 | 0 | 0 | 9  | 0  | +9  | 15   |
| 2    | Verenigde Staten   | 5  | 3 | 1 | 1 | 12 | 2  | +10 | 10   |
| 3    | Guatemala          | 5  | 3 | 1 | 1 | 6  | 2  | +4  | 10   |
| 4    | Trinidad en Tobago | 5  | 1 | 1 | 3 | 7  | 7  | 0   | 4    |
| 5    | Jamaica            | 5  | 0 | 2 | 3 | 2  | 7  | –5  | 2    |
| 6    | Aruba              | 5  | 0 | 1 | 4 | 1  | 19 | –18 | 1    |

|                              |       |                                      |        |                                                                |
| 9 januari 2015 15:00 (UTC−5) | Aruba | 0–4                                  | Panama | Independence Park, Kingston Scheidsrechter: David Gantar (CAN) |
| 9 januari 2015 15:00 (UTC−5) |       | Díaz 19', 51' Zorrilla 30' Samms 36' |        | Independence Park, Kingston Scheidsrechter: David Gantar (CAN) |

|                              |                    |     |           |                                                                  |
| 9 januari 2015 17:30 (UTC−5) | Verenigde Staten   | 1–1 | Guatemala | Independence Park, Kingston Scheidsrechter: Henry Bejarano (CRC) |
| 9 januari 2015 17:30 (UTC−5) | Carter-Vickers 59' |     | Ruiz 90'  | Independence Park, Kingston Scheidsrechter: Henry Bejarano (CRC) |

|                              |                           |     |                       |                                                                     |
| 9 januari 2015 20:00 (UTC−5) | Jamaica                   | 2–2 | Trinidad en Tobago    | Independence Park, Kingston Scheidsrechter: Fernando Guerrero (MEX) |
| 9 januari 2015 20:00 (UTC−5) | Smith 68' Flemmings 90+4' |     | Andrews 7' Corbin 15' | Independence Park, Kingston Scheidsrechter: Fernando Guerrero (MEX) |

|                               |                                                                    |     |              |                                                                  |
| 11 januari 2015 15:00 (UTC−5) | Trinidad en Tobago                                                 | 5–1 | Aruba        | Independence Park, Kingston Scheidsrechter: Armando Castro (HON) |
| 11 januari 2015 15:00 (UTC−5) | Mitchell 3', 78' (pen.) Andrews 16' Corbin 29' (pen.) Muckette 58' |     | Homoet 90+2' | Independence Park, Kingston Scheidsrechter: Armando Castro (HON) |

|                               |           |     |                  |                                                                  |
| 11 januari 2015 17:30 (UTC−5) | Panama    | 1–0 | Verenigde Staten | Independence Park, Kingston Scheidsrechter: Yadel Martínez (CUB) |
| 11 januari 2015 17:30 (UTC−5) | Small 78' |     |                  | Independence Park, Kingston Scheidsrechter: Yadel Martínez (CUB) |

|                               |         |            |           |                                                                |
| 11 januari 2015 20:00 (UTC−5) | Jamaica | 0–1        | Guatemala | Independence Park, Kingston Scheidsrechter: Marlon Mejía (SLV) |
| 11 januari 2015 20:00 (UTC−5) |         | Robles 27' |           | Independence Park, Kingston Scheidsrechter: Marlon Mejía (SLV) |

|                               |                                |     |                    |                                                                |
| 14 januari 2015 15:00 (UTC−5) | Guatemala                      | 2–0 | Trinidad en Tobago | Independence Park, Kingston Scheidsrechter: David Gantar (CAN) |
| 14 januari 2015 15:00 (UTC−5) | Watson 25' (e.d.) Portillo 88' |     |                    | Independence Park, Kingston Scheidsrechter: David Gantar (CAN) |

|                               |       |                                                                                        |                  |                                                                     |
| 14 januari 2015 17:30 (UTC−5) | Aruba | 0–8                                                                                    | Verenigde Staten | Independence Park, Kingston Scheidsrechter: Fernando Guerrero (MEX) |
| 14 januari 2015 17:30 (UTC−5) |       | Gall 16', 23' (pen.), 32' Spencer 18' Thompson 26' Hyndman 30' Jamieson 48' Moreno 84' |                  | Independence Park, Kingston Scheidsrechter: Fernando Guerrero (MEX) |

|                               |         |                    |        |                                                                  |
| 14 januari 2015 20:00 (UTC−5) | Jamaica | 0–2                | Panama | Independence Park, Kingston Scheidsrechter: Henry Bejarano (CRC) |
| 14 januari 2015 20:00 (UTC−5) |         | Samms 56' Díaz 86' |        | Independence Park, Kingston Scheidsrechter: Henry Bejarano (CRC) |

|                               |             |     |                    |                                                                              |
| 18 januari 2015 15:00 (UTC−5) | Panama      | 1–0 | Trinidad en Tobago | Montego Bay Sports Complex, Montego Bay Scheidsrechter: Armando Castro (HON) |
| 18 januari 2015 15:00 (UTC−5) | Murillo 78' |     |                    | Montego Bay Sports Complex, Montego Bay Scheidsrechter: Armando Castro (HON) |

|                               |                        |     |       |                                                                              |
| 18 januari 2015 17:30 (UTC−5) | Guatemala              | 2–0 | Aruba | Montego Bay Sports Complex, Montego Bay Scheidsrechter: Yadel Martínez (CUB) |
| 18 januari 2015 17:30 (UTC−5) | Estrada 42' Bordon 60' |     |       | Montego Bay Sports Complex, Montego Bay Scheidsrechter: Yadel Martínez (CUB) |

|                               |         |                             |                  |                                                                            |
| 18 januari 2015 20:00 (UTC−5) | Jamaica | 0–2                         | Verenigde Staten | Montego Bay Sports Complex, Montego Bay Scheidsrechter: Marlon Mejía (SLV) |
| 18 januari 2015 20:00 (UTC−5) |         | Gall 33' (pen.), 70' (pen.) |                  | Montego Bay Sports Complex, Montego Bay Scheidsrechter: Marlon Mejía (SLV) |

|                               |          |     |           |                                                                         |
| 21 januari 2015 15:00 (UTC−5) | Panama   | 1–0 | Guatemala | Montego Bay Sports Complex, Montego Bay Scheidsrechter: Hugo Cruz (CRC) |
| 21 januari 2015 15:00 (UTC−5) | Díaz 65' |     |           | Montego Bay Sports Complex, Montego Bay Scheidsrechter: Hugo Cruz (CRC) |

|                               |                  |     |                    |                                                                          |
| 21 januari 2015 17:30 (UTC−5) | Verenigde Staten | 1–0 | Trinidad en Tobago | Montego Bay Sports Complex, Montego Bay Scheidsrechter: Jhon Pitti (PAN) |
| 21 januari 2015 17:30 (UTC−5) | Jamieson 78'     |     |                    | Montego Bay Sports Complex, Montego Bay Scheidsrechter: Jhon Pitti (PAN) |

|                               |         |     |       |                                                                            |
| 21 januari 2015 20:00 (UTC−5) | Jamaica | 0–0 | Aruba | Montego Bay Sports Complex, Montego Bay Scheidsrechter: Kimbell Ward (SKN) |
| 21 januari 2015 20:00 (UTC−5) |         |     |       | Montego Bay Sports Complex, Montego Bay Scheidsrechter: Kimbell Ward (SKN) |

### Groep B
| Pos. | Land        | GW | W | G | V | DV | DT | +/− | Ptn. |
| ---- | ----------- | -- | - | - | - | -- | -- | --- | ---- |
| 1    | Mexico      | 5  | 4 | 1 | 0 | 18 | 3  | +15 | 13   |
| 2    | Honduras    | 5  | 3 | 1 | 1 | 11 | 9  | +2  | 10   |
| 3    | El Salvador | 5  | 2 | 2 | 1 | 9  | 8  | +1  | 8    |
| 4    | Cuba        | 5  | 1 | 1 | 3 | 5  | 17 | –12 | 4    |
| 5    | Canada      | 5  | 1 | 0 | 4 | 8  | 11 | –3  | 3    |
| 6    | Haïti       | 5  | 0 | 3 | 2 | 7  | 10 | –3  | 3    |

|                               |                                                                                   |     |           |                                                                          |
| 10 januari 2015 15:00 (UTC−5) | Mexico                                                                            | 9–1 | Cuba      | Montego Bay Sports Complex, Montego Bay Scheidsrechter: Jhon Pitti (PAN) |
| 10 januari 2015 15:00 (UTC−5) | Díaz 1', 20' Martínez 6', 65' (pen.) Lozano 37', 40' Ramírez 42', 47' Márquez 70' |     | Sanamé 3' | Montego Bay Sports Complex, Montego Bay Scheidsrechter: Jhon Pitti (PAN) |

|                               |                           |     |                                       |                                                                         |
| 10 januari 2015 17:30 (UTC−5) | Honduras                  | 2–2 | El Salvador                           | Montego Bay Sports Complex, Montego Bay Scheidsrechter: Hugo Cruz (CRC) |
| 10 januari 2015 17:30 (UTC−5) | Róchez 6' (pen.) Elis 28' |     | Barahona 84' Villavicencio 90' (pen.) | Montego Bay Sports Complex, Montego Bay Scheidsrechter: Hugo Cruz (CRC) |

|                               |            |     |                                       |                                                                          |
| 10 januari 2015 20:00 (UTC−5) | Haïti      | 1–3 | Canada                                | Montego Bay Sports Complex, Montego Bay Scheidsrechter: Leo Clarke (LCA) |
| 10 januari 2015 20:00 (UTC−5) | Désiré 29' |     | Hamilton 11', 18' Petrasso 70' (pen.) | Montego Bay Sports Complex, Montego Bay Scheidsrechter: Leo Clarke (LCA) |

|                               |        |                         |        |                                                                           |
| 12 januari 2015 15:00 (UTC−5) | Canada | 0–2                     | Mexico | Montego Bay Sports Complex, Montego Bay Scheidsrechter: Oscar Reyna (GUA) |
| 12 januari 2015 15:00 (UTC−5) |        | Lozano 30' Pineda 90+2' |        | Montego Bay Sports Complex, Montego Bay Scheidsrechter: Oscar Reyna (GUA) |

|                               |      |                                  |          |                                                                                  |
| 12 januari 2015 17:30 (UTC−5) | Cuba | 0–3                              | Honduras | Montego Bay Sports Complex, Montego Bay Scheidsrechter: Armando Villarreal (USA) |
| 12 januari 2015 17:30 (UTC−5) |      | Elis 60' Suazo 65' Benavidez 83' |          | Montego Bay Sports Complex, Montego Bay Scheidsrechter: Armando Villarreal (USA) |

|                               |                   |     |                   |                                                                             |
| 12 januari 2015 20:00 (UTC−5) | El Salvador       | 1–1 | Haïti             | Montego Bay Sports Complex, Montego Bay Scheidsrechter: Sandy Vásquez (DOM) |
| 12 januari 2015 20:00 (UTC−5) | Villavicencio 27' |     | Désiré 89' (pen.) | Montego Bay Sports Complex, Montego Bay Scheidsrechter: Sandy Vásquez (DOM) |

|                               |                                             |     |                       |                                                                               |
| 15 januari 2015 15:00 (UTC−5) | El Salvador                                 | 3–2 | Canada                | Montego Bay Sports Complex, Montego Bay Scheidsrechter: Valdin Legister (JAM) |
| 15 januari 2015 15:00 (UTC−5) | Pérez 43' Villavicencio 77' Hernández 90+4' |     | Boakai 47' Froese 79' | Montego Bay Sports Complex, Montego Bay Scheidsrechter: Valdin Legister (JAM) |

|                               |                                       |     |          |                                                                          |
| 15 januari 2015 17:30 (UTC−5) | Mexico                                | 3–0 | Honduras | Montego Bay Sports Complex, Montego Bay Scheidsrechter: Jhon Pitti (PAN) |
| 15 januari 2015 17:30 (UTC−5) | Díaz 15' (pen.) Lozano 31' Guzmán 89' |     |          | Montego Bay Sports Complex, Montego Bay Scheidsrechter: Jhon Pitti (PAN) |

|                               |                              |     |                            |                                                                         |
| 15 januari 2015 20:00 (UTC−5) | Haïti                        | 2–2 | Cuba                       | Montego Bay Sports Complex, Montego Bay Scheidsrechter: Hugo Cruz (CRC) |
| 15 januari 2015 20:00 (UTC−5) | Fernander 57' Cherenfant 79' |     | Caballero 28' Torres 90+2' | Montego Bay Sports Complex, Montego Bay Scheidsrechter: Hugo Cruz (CRC) |

|                               |               |     |            |                                                                             |
| 19 januari 2015 15:00 (UTC−5) | Cuba          | 2–1 | Canada     | Montego Bay Sports Complex, Montego Bay Scheidsrechter: Sandy Vásquez (DOM) |
| 19 januari 2015 15:00 (UTC−5) | López 5', 40' |     | Farmer 53' | Montego Bay Sports Complex, Montego Bay Scheidsrechter: Sandy Vásquez (DOM) |

|                               |             |     |                                        |                                                                                  |
| 19 januari 2015 17:30 (UTC−5) | El Salvador | 1–3 | Mexico                                 | Montego Bay Sports Complex, Montego Bay Scheidsrechter: Armando Villarreal (USA) |
| 19 januari 2015 17:30 (UTC−5) | Moreno 89'  |     | Ramírez 62' Díaz 65' Lozano 68' (pen.) | Montego Bay Sports Complex, Montego Bay Scheidsrechter: Armando Villarreal (USA) |

|                               |                 |     |                                 |                                                                           |
| 19 januari 2015 20:00 (UTC−5) | Haïti           | 2–3 | Honduras                        | Montego Bay Sports Complex, Montego Bay Scheidsrechter: Oscar Reyna (GUA) |
| 19 januari 2015 20:00 (UTC−5) | Désiré 40', 69' |     | Elis 5' Chirinos 38' Róchez 72' | Montego Bay Sports Complex, Montego Bay Scheidsrechter: Oscar Reyna (GUA) |

|                               |      |                   |             |                                                                            |
| 22 januari 2015 15:00 (UTC−5) | Cuba | 0–2               | El Salvador | Montego Bay Sports Complex, Montego Bay Scheidsrechter: David Gantar (CAN) |
| 22 januari 2015 15:00 (UTC−5) |      | Barahona 57', 87' |             | Montego Bay Sports Complex, Montego Bay Scheidsrechter: David Gantar (CAN) |

|                               |                              |     |                         |                                                                                 |
| 22 januari 2015 17:30 (UTC−5) | Honduras                     | 3–2 | Canada                  | Montego Bay Sports Complex, Montego Bay Scheidsrechter: Fernando Guerrero (MEX) |
| 22 januari 2015 17:30 (UTC−5) | Róchez 23', 83' Castillo 68' |     | Bustos 19' Hamilton 41' | Montego Bay Sports Complex, Montego Bay Scheidsrechter: Fernando Guerrero (MEX) |

|                               |               |     |            |                                                                             |
| 22 januari 2015 20:00 (UTC−5) | Haïti         | 1–1 | Mexico     | Montego Bay Sports Complex, Montego Bay Scheidsrechter: Sherwin Moore (GUY) |
| 22 januari 2015 20:00 (UTC−5) | Saint-Vil 53' |     | Laínez 39' | Montego Bay Sports Complex, Montego Bay Scheidsrechter: Sherwin Moore (GUY) |

## Play-offs
|                               |             |     |                       |                                                                              |
| 24 januari 2015 14:00 (UTC−5) | Guatemala   | 1–2 | Honduras              | Montego Bay Sports Complex, Montego Bay Scheidsrechter: Henry Bejarano (CRC) |
| 24 januari 2015 14:00 (UTC−5) | Álvarez 74' |     | Chirinos 39' Elis 56' | Montego Bay Sports Complex, Montego Bay Scheidsrechter: Henry Bejarano (CRC) |

Honduras kwalificeert zich voor het wereldkampioenschap voetbal onder 20.
|                               |                         |     |             |                                                                                 |
| 24 januari 2015 17:00 (UTC−5) | Verenigde Staten        | 2–0 | El Salvador | Montego Bay Sports Complex, Montego Bay Scheidsrechter: Fernando Guerrero (MEX) |
| 24 januari 2015 17:00 (UTC−5) | Spencer 37' Arriola 68' |     |             | Montego Bay Sports Complex, Montego Bay Scheidsrechter: Fernando Guerrero (MEX) |

Verenigde Staten kwalificeert zich voor het wereldkampioenschap voetbal onder 20.

### Finale
|                               |                          |            |                              |                                                                              |
| 24 januari 2015 20:00 (UTC−5) | Panama                   | 1–1 (n.v.) | Mexico                       | Montego Bay Sports Complex, Montego Bay Scheidsrechter: Yadel Martínez (CUB) |
| 24 januari 2015 20:00 (UTC−5) | Escobar 73' (pen.)       |            | Martínez 50'                 | Montego Bay Sports Complex, Montego Bay Scheidsrechter: Yadel Martínez (CUB) |
| 24 januari 2015 20:00 (UTC−5) | Strafschoppen            |            |                              | Montego Bay Sports Complex, Montego Bay Scheidsrechter: Yadel Martínez (CUB) |
| 24 januari 2015 20:00 (UTC−5) | Díaz Escobar Samms Small | 2–4        | Martínez Díaz Aguirre Robles | Montego Bay Sports Complex, Montego Bay Scheidsrechter: Yadel Martínez (CUB) |

Beide landen kwalificeren zich voor het wereldkampioenschap voetbal onder 20.
1962 · 1964 · 1970 · 1973 · 1974 · 1976 · 1978 · 1980 · 1982 · 1984 · 1986 · 1988 · 1990 · 1992 · 1994 · 1996 · 1998 · 2001 · 2003 · 2005 · 2007 · 2009 · 2011 · 2013 · 2015 · 2017 · 2018 · 2022

Jeugdtoernooi CONCACAF mannen: onder 17 · onder 15

Jeugdtoernooi CONCACAF vrouwen: onder 20 · onder 17 · onder 15